# Droit intermédiaire
Il droit intermédiaire (in italiano diritto intermedio) indica quel diritto prodotto in Francia nel decennio durante lo svolgimento della rivoluzione francese, dal 1789 - dichiarazione dell'apertura dei lavori dell'Assemblea nazionale costituente - al 1799, anno in cui Napoleone Bonaparte dichiarò finita la Rivoluzione francese.

## Caratteristiche e fonti principali
Guardando complessivamente al fenomeno si possono ravvisare i seguenti elementi:
- promulgazione di tre costituzioni;
- affermazione del primato della legge sulla altre fonti del diritto (soprattutto sulla giurisprudenza privata);
- affermazione dei principi di libertà ed uguaglianza;
- costituzione civile del clero;
- disciplina disorganica del diritto civile;
- tentativi di codificazione in senso moderno.
- riforma della giustizia;
- riforma amministrativa;
- riforma del calendario.

### La prima costituzione
Quando Luigi XVI, soffocato dalle richieste sempre più pressanti del Terzo Stato, decise di chiudere le porte delle camere assembleari, costringendo poi questo a riunirsi nella sala della pallacorda, diede inconsapevolmente vita alla Rivoluzione.
Dapprima gli esponenti del Terzo Stato si autoproclamarono Assemblea Nazionale e dopo, riunitisi con nobiltà e clero, Assemblea Nazionale costituente.
A seguito della Dichiarazione dei diritto dell'uomo e del cittadino, promulgata il 26 agosto del 1789, della Costituzione Civile del Clero del 1790, venne promulgata nel 1791 la prima Costituzione rivoluzionaria: questa sanciva la nascita di una monarchia costituzionale dove il potere legislativo veniva gestito dalle assemblee parlamentari elette dal popolo di Francia, mentre quello esecutivo veniva gestito dal Re e dai suoi funzionari. Ma l'anno dopo, a seguito dell'ostruzionismo della corona e dei tentativi sommessi di ristabilire l'ancien régime, si dichiarò la deposizione della monarchia e la decapitazione del Re Luigi XVI.

### La seconda costituzione
Eletta la Convenzione, che sostituì l'Assemblea Nazionale Costituente, nel 1793 venne promulgata una seconda costituzione, i cui principi però non vennero mai applicati, ma che influenzò profondamente la successiva.

### La terza costituzione
Detta anche costituzione dell'anno III, nel 1794 venne promulgata la costituzione che depose la Convenzione istituendo il Direttorio - con funzioni esecutive- e le due assemblee: il consiglio degli anziani e quello dei 500.